# Team ColoQuick
Team ColoQuick (Kod UCI: TCQ) – duńska zawodowa grupa kolarska założona w 2005. Od początku istnienia znajduje się w dywizji UCI Continental Teams.

## Historia
W 2010 ówczesny zespół Team Designa Køkken połączył siły z innym duńskim zespołem kolarskim Blue Water-Cycling for Health, aby razem stworzyć grupę Team Designa Køkken-Blue Water. Współpraca się jednak nie układała i po utraceniu nowego sponsora, w 2011 zespół stał się grupą amatorską. Do profesjonalnych wyścigów kolarskich grupa powróciła w 2012 i od tego czasu ponownie ściga się w dywizji UCI Continental Teams. Od 2015 zespół pozyskał nowego głównego sponsora, firmę Calvex, promującą produkty marki ColoQuick.

## Nazwa grupy w poszczególnych latach
| lata      | nazwa                          |
| --------- | ------------------------------ |
| 2005–2009 | Team Designa Køkken            |
| 2010      | Team Designa Køkken-Blue Water |
| 2011–2014 | Team Designa Køkken-Knudsgaard |
| 2015      | Team ColoQuick                 |
| 2016–2017 | Team ColoQuick-Cult            |
| od 2018   | Team ColoQuick                 |

## Sezony

### 2024

#### Skład
| Skład drużyny 2024                       | Skład drużyny 2024   | Skład drużyny 2024 | Skład drużyny 2024                       |
| Imię i nazwisko                          | Data urodzenia       | Państwo            | Poprzednia grupa                         |
| ---------------------------------------- | -------------------- | ------------------ | ---------------------------------------- |
| Simon Bak                                | 12 lutego 2000       | Dania              | Cykling Odense (2021)                    |
| Kevin Biehl                              | 8 stycznia 2004      | Dania              | Aalborg-Sparekassen Danmark (2023)       |
| Joshua Gudnitz                           | 19 sierpnia 2001     | Dania              | BHS-PL Beton Bornholm (2021)             |
| Conrad Haugsted                          | 13 stycznia 2005     | Dania              | Team NPV-Carl Ras Roskilde Junior (2023) |
| Nikolaj Mengel                           | 9 marca 2002         | Dania              | BHS-PL Beton Bornholm (2023)             |
| Pelle Køster                             | 25 kwietnia 2003     | Dania              | CO:PLAY-Giant Store (2023)               |
| Frederik Muff                            | 2 sierpnia 1993      | Dania              | BHS-PL Beton Bornholm (2020)             |
| Magnus Lorents Nielsen                   | 23 listopada 2003    | Dania              | Team Sparekassen Danmark Aalborg (2022)  |
| Aksel Bech Skot-Hansen                   | 11 czerwca 2000      | Dania              | JS.dk (2023)                             |
| Tobias Svarre                            | 19 lipca 2004        | Dania              | Team NPV-Carl Ras Roskilde Junior (2022) |
| Anders Vos Sørensen                      | 11 marca 2004        | Dania              | Team Mascot Workwear (2022)              |
| Emil Toudal                              | 28 maja 1996         | Dania              | BHS-PL Beton Bornholm (2022)             |
| Tore Troelsen                            | 17 czerwca 2005      | Dania              | CeramicSpeed Herning CK Junior (2023)    |
| Peter Øxenberg Hansen                    | 23 października 2005 | Dania              | Vifra Kvickly Odder Junior (2023)        |
| Malte Hellerup (15 sie–31 gru, stażysta) | 7 kwietnia 2004      | Dania              | Aalborg-Sparekassen Danmark (2024)       |
|                                          |                      |                    |                                          |
| Źródło: ProCyclingStats                  |                      |                    |                                          |

#### Zwycięstwa
| Zwycięstwa       | Zwycięstwa                                   | Zwycięstwa | Zwycięstwa    | Zwycięstwa      | Zwycięstwa |
| Data             | Wyścig                                       | Państwo    | Kategoria     | Zwycięzca       |            |
| ---------------- | -------------------------------------------- | ---------- | ------------- | --------------- | ---------- |
| 1 kwi            | 3 Dage i Nord - Herre A, 3. etap             | Dania      | DCU licensløb | Emil Toudal     |            |
| 14 kwietnia 2024 | Tour du Loir-et-Cher, klasyfikacja generalna | Francja    | 2.2           | Emil Toudal     |            |
| 21 kwi           | State Energy Race                            | Dania      | DCU licensløb | Conrad Haugsted |            |
| 21 kwi           | Vejle Løbet                                  | Dania      | DCU licensløb | Simon Bak       |            |
| 11 maj           | Mistrzostwa Danii U23 – start wspólny        | Dania      | CN            | Pelle Køster    |            |
| 8 wrz            | DCU Cup, 4. etap                             | Dania      | DCU licensløb | Nikolaj Mengel  |            |

### 2023

#### Skład
| Skład drużyny 2023            | Skład drużyny 2023 | Skład drużyny 2023 | Skład drużyny 2023                       |
| Imię i nazwisko               | Data urodzenia     | Państwo            | Poprzednia grupa                         |
| ----------------------------- | ------------------ | ------------------ | ---------------------------------------- |
| Mads Andersen                 | 27 listopada 2000  | Dania              | Herning CK Elite (2020)                  |
| Simon Bak                     | 12 lutego 2000     | Dania              | Cykling Odense (2021)                    |
| Victor Grue Enggaard          | 16 czerwca 2001    | Dania              | CO:PLAY-Giant Store (2022)               |
| Joshua Gudnitz (1 sty–31 lip) | 19 sierpnia 2001   | Dania              | BHS-PL Beton Bornholm (2021)             |
| Frederik Muff                 | 2 sierpnia 1993    | Dania              | BHS-PL Beton Bornholm (2020)             |
| Magnus Lorents Nielsen        | 23 listopada 2003  | Dania              | Team Sparekassen Danmark Aalborg (2022)  |
| Sebastian Nielsen             | 27 sierpnia 2000   | Dania              | Restaurant Suri-Carl Ras (2022)          |
| Henrik Breiner Pedersen       | 3 grudnia 2004     | Dania              | Team NPV-Carl Ras Roskilde Junior (2022) |
| Nicklas Amdi Pedersen         | 3 sierpnia 1993    | Dania              | Bache-JS.dk (2022)                       |
| Tobias Svarre                 | 19 lipca 2004      | Dania              | Team NPV-Carl Ras Roskilde Junior (2022) |
| Oliver Søndergaard            | 19 czerwca 2003    | Dania              | Team Mascot Workwear (2021)              |
| Anders Vos Sørensen           | 11 marca 2004      | Dania              | Team Mascot Workwear (2022)              |
| Frederik Bjørn Sørensen       | 18 maja 2003       | Dania              | Team NPV-Carl Ras Roskilde Junior (2021) |
| Emil Toudal                   | 28 maja 1996       | Dania              | BHS-PL Beton Bornholm (2022)             |
|                               |                    |                    |                                          |
| Źródło: ProCyclingStats       |                    |                    |                                          |

#### Zwycięstwa
| Zwycięstwa       | Zwycięstwa              | Zwycięstwa | Zwycięstwa    | Zwycięstwa        | Zwycięstwa |
| Data             | Wyścig                  | Państwo    | Kategoria     | Zwycięzca         |            |
| ---------------- | ----------------------- | ---------- | ------------- | ----------------- | ---------- |
| 1 kwi            | #HurtigJoakimLøbet      | Dania      | DCU licensløb | Joshua Gudnitz    |            |
| 2 kwi            | Meldgaardløbet          | Dania      | DCU licensløb | Tobias Svarre     |            |
| 10 kwietnia 2023 | 3 Dage i Nord - Herre A | Dania      | DCU licensløb | Joshua Gudnitz    |            |
| 1 maj            | Eschborn-Frankfurt U23  | Niemcy     | 1.2U          | Joshua Gudnitz    |            |
| 10 wrz           | DCU Cup, 4. etap        | Dania      | DCU licensløb | Sebastian Nielsen |            |

### 2022

#### Skład
| Skład drużyny 2022                      | Skład drużyny 2022 | Skład drużyny 2022 | Skład drużyny 2022                       |
| Imię i nazwisko                         | Data urodzenia     | Państwo            | Poprzednia grupa                         |
| --------------------------------------- | ------------------ | ------------------ | ---------------------------------------- |
| Jeppe Aaskov Pallesen                   | 17 lipca 1997      | Dania              | Team OK Kvickly Odder (2018)             |
| Mads Andersen                           | 27 listopada 2000  | Dania              | Herning CK Elite (2020)                  |
| Simon Bak                               | 12 lutego 2000     | Dania              | Cykling Odense (2021)                    |
| Nicolai Brøchner (1 sty–30 maj)         | 4 lipca 1993       | Dania              | Riwal Readynez (2019)                    |
| Stein-Erik Eriksen                      | 30 lipca 1996      | Norwegia           | Team Coop (2020)                         |
| Joshua Gudnitz                          | 19 sierpnia 2001   | Dania              | BHS-PL Beton Bornholm (2021)             |
| Sebastian Kolze Changizi (1 sty–31 lip) | 29 grudnia 2000    | Dania              | AURA Energi-JS.dk (2019)                 |
| Mads Østergaard Kristensen              | 26 stycznia 1998   | Dania              | Herning CK Elite (2019)                  |
| Lukas Lund Sørensen                     | 19 lutego 2003     | Dania              | Team Mascot Workwear (2021)              |
| Matias Malmberg                         | 31 sierpnia 2000   | Dania              | IBT-BH Carl Ras (2021)                   |
| Frederik Muff                           | 2 sierpnia 1993    | Dania              | BHS-PL Beton Bornholm (2020)             |
| Oliver Søndergaard                      | 19 czerwca 2003    | Dania              | Team Mascot Workwear (2021)              |
| Frederik Bjørn Sørensen                 | 18 maja 2003       | Dania              | Team NPV-Carl Ras Roskilde Junior (2021) |
| Jesper Schultz (1 mar–31 gru)           | 27 lutego 1996     | Dania              | Riwal Cycling Team (2021)                |
| Karl Hjøllund Klinge (1 cze–31 gru)     | 21 września 1998   | Dania              | Middelfart Cykel Club (2022)             |
|                                         |                    |                    |                                          |
| Źródło: ProCyclingStats                 |                    |                    |                                          |

#### Zwycięstwa
| Zwycięstwa | Zwycięstwa                                         | Zwycięstwa | Zwycięstwa | Zwycięstwa               | Zwycięstwa |
| Data       | Wyścig                                             | Państwo    | Kategoria  | Zwycięzca                |            |
| ---------- | -------------------------------------------------- | ---------- | ---------- | ------------------------ | ---------- |
| 27 mar     | Meldgaardløbet                                     | Dania      | NE         | Mads Andersen            |            |
| 9 kwi      | CC Hillerød Grand Prix                             | Dania      | NE         | Sebastian Kolze Changizi |            |
| 15 kwi     | Tour du Loir-et-Cher, 3. etap                      | Francja    | 2.2        | Jeppe Aaskov Pallesen    |            |
| 28 maj     | Flèche du Sud, 4. etap                             | Luksemburg | 2.2        | Sebastian Kolze Changizi |            |
| 5 cze      | Pinse Cup, 2. etap                                 | Dania      | NE         | Joshua Gudnitz           |            |
| 6 cze      | Pinse Cup, 3. etap                                 | Dania      | NE         | Matias Malmberg          |            |
| 18 cze     | Mistrzostwa Danii U23 – jazda indywidualna na czas | Dania      | CN         | Matias Malmberg          |            |
| 29 lip     | Kreiz Breizh Elites, 1. etap                       | Francja    | 2.2        | ColoQuick                |            |
| 3 wrz      | Flanders Tomorrow Tour, 3. a etap                  | Belgia     | 2.2U       | Matias Malmberg          |            |
| 1 paź      | Danish National Road Race Championships, TTT men   | Dania      | CN         | ColoQuick                |            |

### 2021

#### Skład
| Skład drużyny 2021         | Skład drużyny 2021   | Skład drużyny 2021 | Skład drużyny 2021                       |
| Imię i nazwisko            | Data urodzenia       | Państwo            | Poprzednia grupa                         |
| -------------------------- | -------------------- | ------------------ | ---------------------------------------- |
| Jeppe Aaskov Pallesen      | 17 lipca 1997        | Dania              | Team OK Kvickly Odder (2018)             |
| Kasper Andersen            | 1 lipca 2002         | Dania              | Team NPV-Carl Ras Roskilde Junior (2020) |
| Mads Andersen              | 27 listopada 2000    | Dania              | Herning CK Elite (2020)                  |
| Nicolai Brøchner           | 4 lipca 1993         | Dania              | Riwal Readynez (2019)                    |
| Stein-Erik Eriksen         | 30 lipca 1996        | Norwegia           | Team Coop (2020)                         |
| Oliver Wulff Frederiksen   | 11 października 2000 | Dania              | Waoo (2019)                              |
| Christian Spang Kjeldsen   | 14 sierpnia 2002     | Dania              | Team Mascot Workwear (2020)              |
| Sebastian Kolze Changizi   | 29 grudnia 2000      | Dania              | AURA Energi-JS.dk (2019)                 |
| Mads Østergaard Kristensen | 26 stycznia 1998     | Dania              | Herning CK Elite (2019)                  |
| William Blume Levy         | 14 stycznia 2001     | Dania              | Team NPV-Carl Ras Roskilde Junior (2019) |
| Frederik Muff              | 2 sierpnia 1993      | Dania              | BHS-PL Beton Bornholm (2020)             |
| Alexander Salby            | 4 czerwca 1998       | Dania              | BHS-Almeborg Bornholm (2017)             |
| Aksel Bech Skot-Hansen     | 11 czerwca 2000      | Dania              | Team Mascot Workwear (2018)              |
|                            |                      |                    |                                          |
| Źródło: ProCyclingStats    |                      |                    |                                          |

#### Zwycięstwa
| Zwycięstwa          | Zwycięstwa                 | Zwycięstwa | Zwycięstwa               | Zwycięstwa                 | Zwycięstwa |
| Data                | Wyścig                     | Państwo    | Kategoria                | Zwycięzca                  |            |
| ------------------- | -------------------------- | ---------- | ------------------------ | -------------------------- | ---------- |
| 2 kwi               | #HurtigJoakimLøbet         | Dania      | Alexander Salby          |                            |            |
| 4 kwi               | Karma Easter Race          | Dania      | Oliver Wulff Frederiksen |                            |            |
| 5 kwi               | Bache Grand Prix           | Dania      | William Blume Levy       |                            |            |
| 13 maj              | PI linjeløb                | Dania      | Oliver Wulff Frederiksen |                            |            |
| 29 maj              | Grand Prix Herning         | Dania      | 1.2                      | Mads Østergaard Kristensen |            |
| 1 sie               | DCU Cup, 3. etap           | Dania      | DCU licensløb            | Alexander Salby            |            |
| 6 sie               | Randers Bike Week, 2. etap | Dania      | Nicolai Brøchner         |                            |            |
| 7 sie               | Randers Bike Week, 3. etap | Dania      | Nicolai Brøchner         |                            |            |
| 8 sierpnia 2021     | Randers Bike Week          | Dania      | William Blume Levy       |                            |            |
| 3 paź               | Gylne Gutuer               | Norwegia   | 1.2                      | William Blume Levy         |            |
| 3 października 2021 | DCU Cup                    | Dania      | DCU licensløb            | Alexander Salby            |            |

### 2020

#### Skład
| Skład drużyny 2020                   | Skład drużyny 2020   | Skład drużyny 2020 | Skład drużyny 2020                                 |
| Imię i nazwisko                      | Data urodzenia       | Państwo            | Poprzednia grupa                                   |
| ------------------------------------ | -------------------- | ------------------ | -------------------------------------------------- |
| Jeppe Aaskov Pallesen                | 17 lipca 1997        | Dania              | Team OK Kvickly Odder (2018)                       |
| Andreas Brandt Aidel                 | 8 kwietnia 1996      | Dania              | Team OK Kvickly Odder (2019)                       |
| Anthon Charmig                       | 25 marca 1998        | Dania              | AURA Energi-JS.dk (2019)                           |
| Oliver Wulff Frederiksen             | 11 października 2000 | Dania              | Waoo (2019)                                        |
| Sebastian Kolze Changizi             | 29 grudnia 2000      | Dania              | AURA Energi-JS.dk (2019)                           |
| Mads Østergaard Kristensen           | 26 stycznia 1998     | Dania              | Herning CK Elite (2019)                            |
| William Blume Levy                   | 14 stycznia 2001     | Dania              | Team NPV-Carl Ras Roskilde Junior (2019)           |
| Daniel Lyhne                         | 3 marca 1996         | Dania              | Vejle Cykel Klub (2016)                            |
| Steffen Christiansen                 | 2 listopada 1994     | Dania              | BHS-Almeborg Bornholm (2017)                       |
| Johan Price-Pejtersen (1 sty–31 lip) | 26 maja 1999         | Dania              | Team Børkop Cykler-Carl Ras Roskilde Junior (2017) |
| Rasmus Pedersen                      | 9 lipca 1998         | Dania              | Team Børkop Cykler-Carl Ras Roskilde Junior (2016) |
| Alexander Salby                      | 4 czerwca 1998       | Dania              | BHS-Almeborg Bornholm (2017)                       |
| Aksel Bech Skot-Hansen               | 11 czerwca 2000      | Dania              | Team Mascot Workwear (2018)                        |
| Frederik Wandahl                     | 9 maja 2001          | Dania              | Team NPV-Carl Ras Roskilde Junior (2019)           |
| Nicolai Brøchner                     | 4 lipca 1993         | Dania              | Riwal Readynez (2019)                              |
| Stein-Erik Eriksen (30 cze–31 gru)   | 30 lipca 1996        | Norwegia           | Bærum OCK (2018)                                   |
|                                      |                      |                    |                                                    |
| Źródło: ProCyclingStats              |                      |                    |                                                    |

### 2019

#### Skład
| Skład drużyny 2019                        | Skład drużyny 2019 | Skład drużyny 2019 | Skład drużyny 2019                                 |
| Imię i nazwisko                           | Data urodzenia     | Państwo            | Poprzednia grupa                                   |
| ----------------------------------------- | ------------------ | ------------------ | -------------------------------------------------- |
| Jeppe Aaskov Pallesen                     | 17 lipca 1997      | Dania              | Team OK Kvickly Odder (2018)                       |
| Casper von Folsach                        | 30 marca 1993      | Dania              | Giant-Castelli (2017)                              |
| Jacob Hindsgaul Madsen                    | 14 lipca 2000      | Dania              | Herning CK Junior (2018)                           |
| Morten Hulgaard                           | 23 sierpnia 1998   | Dania              | BHS-Almeborg Bornholm (2018)                       |
| Julius Johansen                           | 13 września 1999   | Dania              | Team Børkop Cykler-Carl Ras Roskilde Junior (2017) |
| Mathias Krigbaum                          | 3 lutego 1995      | Dania              | Waoo (2018)                                        |
| Niklas Larsen                             | 22 marca 1997      | Dania              | Waoo (2018)                                        |
| Daniel Lyhne                              | 3 marca 1996       | Dania              | Vejle Cykel Klub (2016)                            |
| Frederik Madsen                           | 22 stycznia 1998   | Dania              | Giant-Castelli (2017)                              |
| Christian Moberg Jørgensen (1 sty–30 cze) | 13 listopada 1987  | Dania              | Virtu Pro-Veloconcept (2016)                       |
| Steffen Christiansen                      | 2 listopada 1994   | Dania              | BHS-Almeborg Bornholm (2017)                       |
| Rasmus Pedersen                           | 9 lipca 1998       | Dania              | Team Børkop Cykler-Carl Ras Roskilde Junior (2016) |
| Johan Price-Pejtersen                     | 26 maja 1999       | Dania              | Team Børkop Cykler-Carl Ras Roskilde Junior (2017) |
| Alexander Salby                           | 4 czerwca 1998     | Dania              | BHS-Almeborg Bornholm (2017)                       |
| Aksel Bech Skot-Hansen                    | 11 czerwca 2000    | Dania              | Team Mascot Workwear (2018)                        |
| Stein-Erik Eriksen (7 lut–31 gru)         | 30 lipca 1996      | Norwegia           | Bærum OCK (2018)                                   |
|                                           |                    |                    |                                                    |
| Źródło: ProCyclingStats                   |                    |                    |                                                    |

#### Zwycięstwa
| Zwycięstwa       | Zwycięstwa                                         | Zwycięstwa | Zwycięstwa | Zwycięstwa            | Zwycięstwa |
| Data             | Wyścig                                             | Państwo    | Kategoria  | Zwycięzca             |            |
| ---------------- | -------------------------------------------------- | ---------- | ---------- | --------------------- | ---------- |
| 1 maj            | Eschborn-Frankfurt U23                             | Niemcy     | 1.2U       | Frederik Madsen       |            |
| 4 maj            | Himmerland Rundt                                   | Dania      | 1.2        | Niklas Larsen         |            |
| 5 maj            | Skive-Løbet                                        | Dania      | 1.2        | Frederik Madsen       |            |
| 22 cze           | Mistrzostwa Danii U23 – jazda indywidualna na czas | Dania      | CN         | Johan Price-Pejtersen |            |
| 23 cze           | Mistrzostwa Danii U23 – start wspólny              | Dania      | CN         | Frederik Madsen       |            |
| 25 sierpnia 2019 | Danmark Rundt, klasyfikacja generalna              | Dania      | 2.HC       | Niklas Larsen         |            |
| 7 wrz            | Lillehammer Grand Prix                             | Norwegia   | 1.2        | Niklas Larsen         |            |

### 2018

#### Skład
| Skład drużyny 2018         | Skład drużyny 2018 | Skład drużyny 2018 | Skład drużyny 2018                                 |
| Imię i nazwisko            | Data urodzenia     | Państwo            | Poprzednia grupa                                   |
| -------------------------- | ------------------ | ------------------ | -------------------------------------------------- |
| Rune Almindsø              | 21 listopada 1995  | Dania              | Næstved Bicycle Club (2014)                        |
| Steffen Christiansen       | 2 listopada 1994   | Dania              | BHS-Almeborg Bornholm (2017)                       |
| Casper von Folsach         | 30 marca 1993      | Dania              | Giant-Castelli (2017)                              |
| Anders Hardahl             | 3 maja 1996        | Dania              | Virtu Pro-Veloconcept (2016)                       |
| Julius Johansen            | 13 września 1999   | Dania              | Team Børkop Cykler-Carl Ras Roskilde Junior (2017) |
| Mathias Larsen             | 2 maja 1999        | Dania              | Team Børkop Cykler-Carl Ras Roskilde Junior (2017) |
| Daniel Lyhne               | 3 marca 1996       | Dania              | Vejle Cykel Klub (2016)                            |
| Christian Moberg Jørgensen | 13 listopada 1987  | Dania              | Virtu Pro-Veloconcept (2016)                       |
| Johan Price-Pejtersen      | 26 maja 1999       | Dania              | Team Børkop Cykler-Carl Ras Roskilde Junior (2017) |
| Frederik Madsen            | 22 stycznia 1998   | Dania              | Giant-Castelli (2017)                              |
| Alexander Salby            | 4 czerwca 1998     | Dania              | BHS-Almeborg Bornholm (2017)                       |
| Jonas Vingegaard           | 10 grudnia 1996    | Dania              | Odder Cykel Klub (2016)                            |
| Emil Vinjebo               | 24 marca 1994      | Dania              | Giant-Castelli (2017)                              |
| Rasmus Bøgh Wallin         | 2 stycznia 1996    | Dania              | Soigneur-Copenhagen (2016)                         |
|                            |                    |                    |                                                    |
| Źródło: ProCyclingStats    |                    |                    |                                                    |

#### Zwycięstwa
| Zwycięstwa | Zwycięstwa                            | Zwycięstwa | Zwycięstwa | Zwycięstwa         | Zwycięstwa |
| Data       | Wyścig                                | Państwo    | Kategoria  | Zwycięzca          |            |
| ---------- | ------------------------------------- | ---------- | ---------- | ------------------ | ---------- |
| 14 kwi     | Tour du Loir-et-Cher, 4. etap         | Francja    | 2.2        | Emil Vinjebo       |            |
| 29 kwi     | Skive-Løbet                           | Dania      | 1.2        | Rasmus Bøgh Wallin |            |
| 10 cze     | Mistrzostwa Danii U23 – start wspólny | Dania      | CN         | Julius Johansen    |            |
| 26 sie     | Ronde van Midden-Nederland            | Dania      | 1.2        | Casper von Folsach |            |

### 2016
- 2. miejsce w Tour of China I, Jonas Vingegaard

### 2015
- Mistrz Danii U23 w jeździe indywidualnej na czas: Mads Würtz Schmidt

### 2009
- Mistrz Danii w jeździe indywidualnej na czas: Jimmi Sørensen
- 1. miejsce w Grand Prix Herning, René Jørgensen
- 1. miejsce w Druivenkoers Overijse, Aleksejs Saramotins
- 1. miejsce w Sparkassen Münsterland Giro, Aleksejs Saramotins
- 2. miejsce w Grand Prix Herning, Michael Reihs
- 2. miejsce w Tartu GP, Aleksejs Saramotins

### 2008
- 1. miejsce w Post Danmark Rundt, Jakob Fuglsang
- 2. miejsce w Omloop van het Houtland, Michael Tronborg Kristensen